# 邵晓锋
邵晓锋（1966年3月—），现任阿里巴巴集团秘書長兼資深副总裁以及旗下阿里巴巴網絡有限公司的非執行董事。在公司内的花名：郭靖

邵1985年开始进入杭州市公安局工作，从事刑警工作，曾担任杭州市公安局刑侦支队一大队大队长。在任期间，邵曾破获多起重大刑事案件，曾获得杭州市十大破案能手、新长征突击手等称号，2003年被中华人民共和国公安部授予全国特级优秀人民警察称号。

2005年3月，邵进入阿里巴巴集團工作，担任阿里巴巴集团网络安全部总监。2006年10月调任阿里巴巴集团CEO助理。2007年2月出任阿里巴巴集团副总裁兼淘宝网副总裁。2008年1月任支付宝执行总裁，於2009年1月任阿里巴巴集團資深副總裁兼支付寶總裁。2010年8月至2011年6月，邵出任阿里巴巴網絡有限公司中國事業部總經理，帶領團隊向從事國內貿易的買家和賣家提供網上貿易工具，期間曾兼任該公司執行董事。